# Drago Crnogorac
Drago Crnogorac, hrvaški general, * 2. november 1921, † ?.

## Življenjepis
Leta 1942 je vstopil v NOVJ in KPJ. Med vojno je bil politični komisar več enot.
Po vojni je končal Višjo vojaško akademijo JLA in Vojno šolo JLA ter bil politični komisar brigade, divizije, korpusa, armade in v Politični upravi JLA, predavatelj na Višji vojaški akademiji,...

## Odlikovanja
- Red zaslug za ljudstvo
- Red bratstva in enotnosti